# 铜官山市
铜官山市是中国安徽省于1956年到1958年设立的矿为主业的城市，隶属于安庆专区。

## 历史
- 1949年4月21日，渡江战役后铜陵成为江南第一个解放的城市。
- 1952年11月，人民政府在此成立了铜官山矿务局。
- 1956年10月12日,成立铜官山市。
- 1958年，铜官山市与铜陵县合为铜陵市并改为隶属于安庆专区。
- 1959年，市县分开。设置铜陵市和铜陵县。
- 1964年，撤销市制，改为铜陵特区
- 1965年，恢复池州专区，专署驻贵池县。辖原属安庆专区的贵池、青阳、东至、铜陵4县；由太平、贵池2县析置石台县。池州专区辖5县。
- 1971年，撤销池州专区，改置池州地区。铜陵县属于池州地区。
- 1972年1月，撤消铜陵特区，恢复铜陵市。
- 1974年，铜陵市成为省辖市，辖三区（铜官山区、狮子山区、郊区）一县（铜陵县）